# Siwi
The siwi o siwa, també conegut com a amazic de l'oasi o ambíguament zenati, és una llengua amaziga d'Egipte, parlada per entre 15.000 i 20.000 persones als oasis de Siwa i Gara, vora de la frontera entre Líbia i Egipte. La llengua està fortament influenciada per l'àrab egipci. El seu ús per la població ètnica dels siwis és en declivi,
ja que la majoria han adoptat l'àrab com la seva llengua principal. Alguns nadius siwis adults expressen un cert desarrelament per la llengua, ja que creuen que els seus fills tindrien millors perspectives educatives si els parlen en àrab des del principi. En general, la majoria de la població nadiua veu l'arab des d'una perspectiva positiva i gairebé tots l'aprenen a parlar com a segona llengua des de molt joves. Encara que la llengua nadiua siwa és un dialecte amazic, no està estretament relacionada amb cap altra llengua amaziga.

## Classificació
Ethnologue situa el siwi en el grup de les llengües amazigues orientals amb les llengües awjila i sokna del centre i est de Líbia. Kossmann (1999) l'enllaça amb els sokna i el grup dialectal nafusi de Líbia occidental i Tunísia, però no amb l'awjila. L'"Endangered Languages Project" classifica el siwi com a vulnerable a l'extinció, llistant un 20% de certesa basada en evidències recollides.

## Fonologia
Un inventari preliminar de la llengua siwi mostra un total de 42 segments distintius, 38 consonants i 4 vocals.

### Consonants
El siwi conté 38 consonants i 38 homòlogues llargues d'aquestes consonants.
|            |            | Labial | Labial | Alveolar (Apical) | Alveolar (Apical) | Palatal (Laminal) | Velar | Velar | Uvular | Uvular | Epiglotal | Glotal |
| plana      | far.       | plana  | far.   | plana             | lab.              | Palatal (Laminal) | plana | lab.  |        |        | Epiglotal | Glotal |
| ---------- | ---------- | ------ | ------ | ----------------- | ----------------- | ----------------- | ----- | ----- | ------ | ------ | --------- | ------ |
| Nasal      | Nasal      | m      | mˤ     | n                 |                   |                   |       |       |        |        |           |        |
| Oclusiva   | sorda      |        |        | t                 | tˤ                | c                 | k     | kʷ    | q      | qʷ     |           | (ʔ)    |
| Oclusiva   | sonora     | b      | bˤ     | d                 | (dˤ)              | ɟ                 | ɡ     | ɡʷ    | q      | qʷ     |           |        |
| Fricativa  | sorda      | f      | fˤ     | s                 | sˤ                | ʃ                 |       |       | χ      | χʷ     | ʜ         | h      |
| Fricativa  | sonora     |        |        | z                 | zˤ                |                   |       |       | ʁ      | ʁʷ     | ʢ         |        |
| Aproximant | Aproximant |        |        | l                 | lˤ                | j                 |       | w     |        |        |           |        |
| Bategant   | Bategant   |        |        | ɾ                 | ɾˤ                |                   |       |       |        |        |           |        |

Notes
- /c ɟ/ pot aparèixer com a [t͡ʃ d͡ʒ].
- /ʁ ʁʷ ʢ/ poden aparèixer com a aproximants.

### Vocals
En siwi hi ha 4 vocals i 1 o 2 diftongs: /a, i, u, ə/; /ai/ [e:] and /au/ [o:].
Descobriments recents han trobat que el siwi, a diferència de la majoria de les altres llengües amazigues, té dos fonemes vocàlics mitjans en el seu vocabulari heretat, incloses e i o. En qualsevol altre entorn el contrast entre i i e s'ha neutralitzat.

## Mostres d'escriptura
La imatge en miniatura al següent enllaç conté una llista dels pronoms i les salutacions típiques primer escrits en siwi, a continuació, amb la pronunciació anglesa i la traducció, i acaba amb una descripció de la paraula en àrab.

## Sistema numèric
El siwi utilitza un sistema numèric gairebé totalment pres d'àrab, i només ha conservat dos numerals amazics tradicionals : un i dos. Aquest sistema utilitza els números 3-10, tant per al recompte com per la qualificació dels substantius. Els nombres 11-19 tenen dues formes separades per comptar i qualificar substantius.
| 1. waʜəd ~ əd͡ʒːən, əd͡ʒːən, əd͡ʒːət        | 22. ətnaina wa ʢəʃrin (c. and q.)  |
| 2. ətnain ~ sən, sən                     | 23. ətlata wa ʢəʃrin (c. and q.)   |
| 3. ətlata                                | 24. arˤbˤəʢa wa ʢəʃrin (c. and q.) |
| 4. arˤbˤəʢa (c. and q.)                  | 25. χamsa wa ʢəʃrin (c. and q.)    |
| 5. χamsa (c. and q.)                     | 26. sətti wa ʢəʃrin (c. and q.)    |
| 6. sətti (c. and q.)                     | 27. səbʢa wa ʢəʃrin (c. and q.)    |
| 7. səbʢa (c. and q.)                     | 28. ətmanja wa ʢəʃrin (c. and q.)  |
| 8. ətmanja (c. and q.)                   | 29. təsˤʢa wa ʢəʃrin (c. and q.)   |
| 9. təsˤʢa (c. and q.)                    | 30. ətlatin (c. and q.)            |
| 10. ʢaʃrˤa (c. and q.)                   | 40. arˤbˤəʢin (c. and q.)          |
| 11. əʜdaʃərˤ (counting), əʜdaʃ (q.n.)    | 50. χamsin (c. and q.)             |
| 12. ətˤnaʃərˤ(c.), ətˤnaʃ (q.n.)         | 60. səttin (c. and q.)             |
| 13. ətlətˤaʃərˤ(c.), ətlətˤaʃ (q.n.)     | 70. səbʢin (c. and q.)             |
| 14. arˤbəʢtˤaʃərˤ(c.), arˤbəʢtˤaʃ (q.n.) | 80. ətmanjin (c. and q.)           |
| 15. əχməstˤaʃərˤ(c.), əχməstˤaʃ (q.n.)   | 90. təsˤʢin (c. and q.)            |
| 16. səttˤaʃərˤ(c.), səttˤaʃ (q.n.)       | 100. məjja (c. and q.)             |
| 17. əsbaʢtˤaʃərˤ(c.), əsbaʢtˤaʃ (q.n.)   | 200. məjjətain (c. and q.)         |
| 18. ətmantˤaʃərˤ(c.), ətmantˤaʃ (q.n.)   | 1000. alf (c. and q.)              |
| 19. ətsaʢtˤaʃərˤ(c.), ətsaʢtˤaʃ (q.n.)   | 2000. alfain ??? * not attested    |